# ケルンメッセ
ケルンメッセ（独: koelnmesse）は、ドイツのノルトライン＝ヴェストファーレン州ケルンにある国際コンベンションセンター。年間約70以上の見本市、2,000を超える会議などが開催されており、この内25の見本市は産業別としては世界最大であり、ドイツ国内として最大となる見本市の主催者の一つであり、285,000m²の展示面積はドイツ国内で3番目に大きい会場となっている。世界各地で見本市を主催しており、近年は日本（東京）でも本国のブランドを冠した国際見本市を開催している（後節参照）。

## 経済効果
出展者と滞在者の費用で年間20億2,000万ユーロを生み出しているケルンメッセはケルン経済にとって重要な要素であり、ケルンの宿泊客の半数は見本市や会議の参加者である。
2017年はケルンメッセにとって同社史上最も成功した年であり、過去最高となる3億5,790万ユーロの売上高を記録しており、2,730万ユーロの利益を計上している。

## 開催される著名な国際見本市
詳細はケルンメッセ公式サイトを参照。
- Anuga 世界食品メッセ
- Coffeena 国際コーヒー見本市
- ISM 国際菓子専門見本市
- imm cologne ケルン国際家具見本市
- Orgatec 国際オフィス家具見本市
- Kind + Jugend 国際ベビー・ヤング用品見本市
- ART COLOGNE ケルン国際美術見本市
- フォトキナ - photokina
- ゲームズコム - gamescom 国際ゲーム産業展
- spoga horse 国際馬具専門見本市
- spoga+gafa 国際ガーデン専門見本市
- International Hardware Fair ケルン国際ハードウェア・メッセ
- インターモト - INTERMOT 国際オートバイ・スクーター専門見本市
- Model Railways 国際模型機関車見本市

## 日本で開催される国際見本市
ケルンメッセは日本・東京（会場：東京ビッグサイト）でも国際見本市を開催している。2022年以降は、本国のブランドを冠する見本市を相次いでローンチした。
- Orgatec Tokyo オルガテック東京（2022年 - ）アジアで初開催[5]。
- ISM Japan 国際菓子専門見本市（2023年 - ）ケルン・ドバイに次いで世界で3番目となる[6]。
- Anuga Select Japan アヌーガ・セレクト・ジャパン（2024年 - ）[7]
- ワイン＆グルメジャパン（2009年 - 2023年）ワイン部門の主催をメッセ・デュッセルドルフ・ジャパンに譲り、本国のブランドを冠した「ProWine Tokyo」に改称[8]。